# Obrona Wilna (1920)

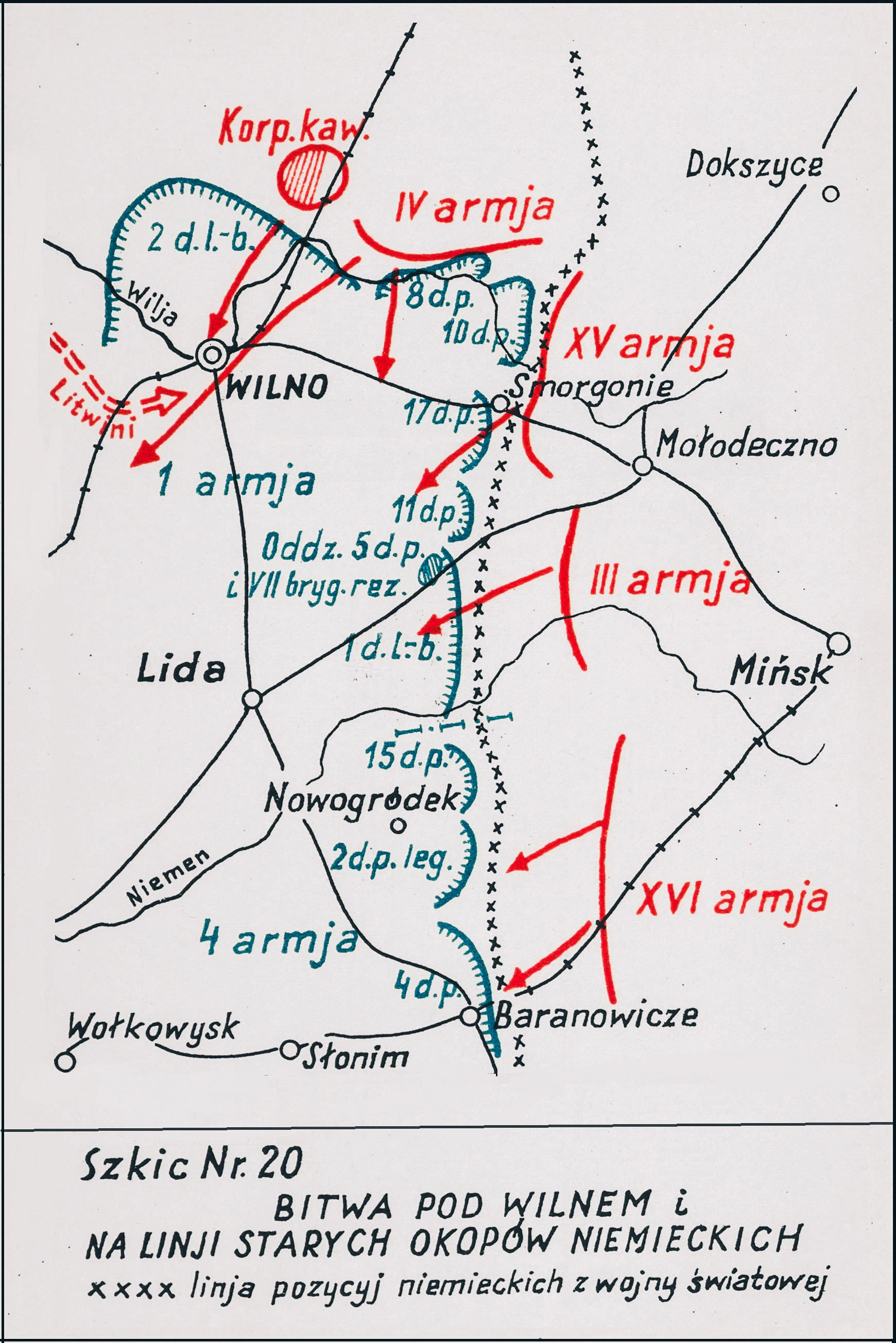
Adam Przybylski
Wojna Polska 1918–1921

Obrona Wilna – walki 2 Dywizji Litewsko-Białoruskiej z sowieckim 3 Korpusem Kawalerii Gaja w czasie lipcowej ofensywy Frontu Zachodniego Michaiła Tuchaczewskiego w okresie wojny polsko-bolszewickiej.

## Położenie wojsk przed bitwą
W pierwszej dekadzie lipca przełamany został front polski nad Autą, a wojska Frontu Północno-Wschodniego gen. Stanisława Szeptyckiego cofały się pod naporem ofensywy Michaiła Tuchaczewskiego.
Naczelne Dowództwo nakazało powstrzymanie wojsk sowieckiego Frontu Zachodniego na linii dawnych okopów niemieckich z okresu I wojny światowej.
10 lipca dowództwo polskie rozpoczęło przygotowania do obrony Wilna.
Ściągnięta z polsko-litewskiej linii demarkacyjnej, 2 Dywizja Litewsko-Białoruska gen. Aleksandra Boruszczaka obsadzała rubież obrony Skajtaszyle – Korkożyszki – Dubinki.
Wspierał ją pułk jazdy ochotniczej rotmistrza Dąbrowskiego. W naprędce sformowano także Wileńską Ochotniczą Legię Kobiet i inne oddziały ochotnicze.
W obliczu zagrożenia zarysowały się różnice zdań w polskim dowództwie.
11 lipca dowództwo obrony Wilna objął etatowy dowódca III Brygady Litewsko-Białoruskiej płk Bronisław Wędziagolski. Nominacji tej nie uznał gen. Boruszczak, który na to stanowisko wyznaczył dowódcę Lidzkiego pułku strzelców ppłk. Witolda Huperta.

## Działania wojsk
Działania oddziałów 4 KK Gaja
12 i 13 lipca oddziały 3 Korpusu Kawalerii odrzuciły piechotę polską pod Korkożyszkami i Podbrodziem i 14 lipca kawaleria Gaja ruszyła na Wilno.
15 Dywizja Kawalerii nacierała jednym pułkiem na stację Landwarów, dwa kolejne maszerowały prawym brzegiem Wilii, a pozostałe dwa nacierały traktem Niemenczyn – Wilno.
10 Dywizja Kawalerii nacierała na Rubno – Wilejkę, wysyłając równocześnie dwa pułki kawalerii z zadaniem przecięcia linii kolejowej Wilno – Mołodeczno.
Na miasto uderzyła spieszona 3 Brygada Kawalerii i zdobyła Zielony Most. Prowadząc zacięte walki uliczne, Sowieci opanowali Antokol i wyszli na tyły oddziałów polskich broniących miasta.
Działania wojsk polskich
Około 8.00 gen. Boruszczak, grupa kawalerii rtm. Dąbrowskiego oraz pododdziały z różnych pułków piechoty, jazdy, baterie artylerii, batalion harcerski i Legia Kobiet opuściły Wilno. Nieświadome tego faktu było zarówno dowództwo 1 Armii, ale i podległe dowódcy DL-B oddziały. Jednolite dowodzenie obroną miasta przestało istnieć.
Walki lidzkiego pułku strzelców
W myśl rozkazu dowódcy dywizji, generała Boruszczaka, od 11 lipca w Wilnie zgrupowały się II i III bataliony lidzkiego pułku strzelców.
Batalion II został przydzielony do grupy pułkownika Leona Zawistowskiego i 13 lipca obsadził odcinek Mickuny – Josówka. Tu powstrzymywał natarcie nieprzyjaciela do późnej nocy i dopiero na rozkaz dowódcy grupy cofnął się na pozycje na wschód od Nowej Wilejki.
Jednakże wobec zagrożenia miasta od północy pułkownik Zawistowski nakazał dalszy odwrót. Batalion stanowił ariergardę i osłaniał odwrót Grupy w kierunku na Wilno. W południe 14 lipca osiągnięto Zarzecze, ale batalion pomaszerował w kierunku dworca kolejowego, gdzie wszedł w kontakt taktyczny z II i III batalionem kowieńskiego pułku strzelców.
W tym czasie pozostający w Wilnie III/ lidzkiego ps po utarczkach z wkraczającymi oddziałami sowieckimi wycofywał się z miasta w kierunku Ponar. To samo uczynił II batalion.
Walki pułku kowieńskiego
Do 13 lipca pododdziały kowieńskiego pułku strzelców zgrupowały się w okolicach Nowej Wilejki. Zbyt duża przewaga nieprzyjaciela, brak łączności z sąsiadami, przemęczenie krwawymi walkami spowodowało, że pułk rozpoczął wycofywanie w kierunku Wilna. Wcześniej stracił całą 7 kompanię, która została rozbrojona przez Litwinów i internowana.
Kilka kilometrów od Wilna szef sztabu dywizji kapitan Alfred Mitschke nakazał dowódcy pułku, by wspólnie z batalionem lidzkiego ps bronić dworca kolejowego. Idący na prawem skrzydle II batalion został ostrzelany silnym ogniem karabinów maszynowych w okolicach dworca. W odpowiedzi, uderzenie polskiego batalionu spowodowało, że Polacy zdobyli w walce zarówno stację towarową, jak i osobową.
Jednocześnie III batalion wkroczył do miasta ulicą Polerką. Tocząc ciężkie i niedogodne walki w ciasnych uliczkach, wypierał nieprzyjaciela do centrum.
Chwilowe powadzenie odniesione przez strzelców kowieńskich nie doprowadziło jednak do odebrania bolszewikom Wilna. Z powodu zbyt szczupłych sił, oddziały 2 DL-B nie mogły ubezpieczyć wszystkich ulic, musiały część ulic bocznych obsadzić niewielkimi pododdziałami, lub pozostawić w ogóle bez ubezpieczeń.
Utrata Wilna
Walki trwały do późnych godzin wieczornych.
Trudności w nawiązaniu i utrzymaniu łączności pomiędzy oddziałami broniącymi miasta spowodowały, że w powstałe luki wchodziły silne oddziały czerwonoarmistów. Oskrzydliły one pułki strzelców kowieńskich i lidzkich.
Na skutek groźnego położenia polskie oddziały rozpoczęły wycofanie w kierunku Landwarowa. Po nawiązaniu łączności z będącym tam dowódcą 2 Dywizji Litewsko-Białoruskiej pułkownikiem Boruszczakiem, prowadzono dalszy odwrót wzdłuż toru kolejowego Wilno – Grodno.
Wkraczające do Wilna oddziały Armii Czerwonej zdobyły duże zapasy broni i amunicji. Wyczerpane walkami, nie podjęły jednak pościgu. 10 Dywizja Kawalerii zatrzymała się na południowo-wschodnim skraju miasta, a 15 Dywizja Kawalerii na zachód od Wilna.

## Bilans walk
Bitwa o Wilno została przez oddziały polskie przegrana. Klęska pociągnęła za sobą daleko idące skutki. Walczące na silnie umocnionej linii dawnych okopów niemieckich, 10. i 17. Dywizje Piechoty utraciły oparcie na swoim północnym skrzydle i rozpoczęły odwrót.
W ślad za nimi wycofywały się pozostałe jednostki 1 Armii, a potem 4 Armii broniącej linii Szczary.
Sama 2 Dywizja Litewsko-Białoruska po porażce pod Wilnem w toku dalszego odwrotu została otoczona przez oddziały Armii Czerwonej oraz oddziały litewskie, straciła całą artylerię, a większość jej oddziałów została rozbita lub internowana na Litwie. Nieudolne dowodzenie gen. Boruszczaka i kpt. Mitschke znalazło swój epilog w sądzie wojskowym .